# Deutsche Arbeiterpartei

Logo

Deutsche Arbeiterpartei (DAP) war der ursprüngliche Name der Nationalsozialistischen Deutschen Arbeiterpartei (NSDAP). Sie wurde kurz nach der Novemberrevolution am 5. Januar 1919 in München gegründet. Ein Jahr später, am 24. Februar 1920, gab man die Umbenennung in NSDAP bekannt. 1921 wurde anstelle des Mitgründers Anton Drexler der noch wenig bekannte Adolf Hitler zum Vorsitzenden. Er war seit September 1919 Mitglied.

## Gründungsgeschichte
Die DAP wurde am 5. Januar 1919 (eine Woche vor der Landtagswahl in Bayern 1919) in München im Fürstenfelder Hof (Fürstenfelder Straße 14) durch den Werkzeugschlosser Anton Drexler und den Sportjournalisten Karl Harrer sowie 22 weitere Anwesende gegründet. Sie ging aus dem Münchner Freien Arbeiterausschuss für einen guten Frieden hervor, der 1918 ebenfalls von Drexler gegründet worden war. Als Vorsitzender der neuen Partei, die der völkischen Bewegung angehörte, wurde Drexler gewählt. Zu den ersten Mitgliedern der DAP zählten fast ausschließlich Arbeitskollegen Drexlers aus den Münchner Eisenbahnwerken. Weitere frühe Mitglieder waren der Wirtschaftsideologe Gottfried Feder, der baltendeutsche Flüchtling Alfred Rosenberg sowie Dietrich Eckart. Die ersten Parteiversammlungen der DAP fanden in Hinterräumen kleiner Bierlokale in München statt. Drexlers Reden lösten meistens wenig Begeisterung  aus und gingen oft in der Geräuschkulisse des Lokals unter.
Im Oktober 1919 richtete man in einem Nebenraum des Sterneckerbräus im Tal die erste Geschäftsstelle der DAP ein. Im Januar 1920 wurde die Parteizentrale in das Gasthaus Cornelius in der Corneliusstraße 12 verlegt.

## Adolf Hitlers Beitritt

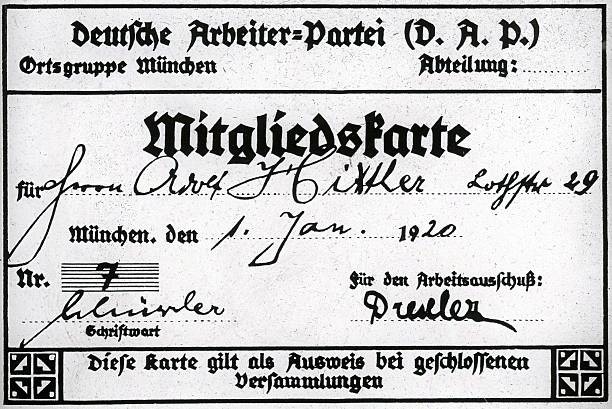
Hitlers Mitgliedskarte der DAP mit der vermeintlichen Mitgliedsnummer 7 (1. Januar 1920)

Adolf Hitler kam erstmals am 12. September 1919 in Kontakt mit der DAP. Er nahm wohl auf Veranlassung der „Propagandaabteilung Ib/P“ des Reichswehrgruppenkommandos 4 als V-Mann an Versammlungen der zahlreichen zu dieser Zeit in München neu gegründeten politischen Parteien teil. Chef der Abteilung war Karl Mayr, der damit – unbeabsichtigt – als einer der politischen Wegbereiter Hitlers gilt.
In diesem Zusammenhang besuchte Hitler am 12. September 1919 eine Sitzung der DAP im Sterneckerbräu.
Gottfried Feder referierte im Leiberzimmer über das Thema „Wie und mit welchen Mitteln beseitigt man den Kapitalismus?“. Am Ende der nachfolgenden Diskussion will Hitler heftig der vom Diskussionsteilnehmer Adalbert Baumann geforderten Sezession Bayerns vom Reich widersprochen haben. Baumann war allerdings erst am 12. November 1919 bei einer DAP-Versammlung anwesend. Hitler dürfte wohl „eine Woche“ nach seinem Besuch bei der DAP-Versammlung am 12. September 1919 Mitglied der DAP geworden sein. Entgegen der bisher eher sektiererischen Ausrichtung der Splitterpartei setzte Hitler auf eine Aktivierung der Volksmassen; am 16. Oktober 1919 hielt er im Münchener Hofbräukeller auf einer im Münchener Beobachter angekündigten DAP-Veranstaltung, zu der 111 Besucher erschienen, nach dem Hauptredner Erich Kühn seine erste öffentliche Parteirede.

## Von der DAP zur NSDAP
Hitler fungierte in den nächsten Monaten als Propagandabeauftragter der Partei, war allerdings nicht im Vorstand. Trotzdem erhielt er bald wachsende Bedeutung für die Partei, auch indem er wichtige Entscheidungen eigenmächtig an sich riss. So unterschrieb er z. B. den Mietvertrag für die erste feste Geschäftsstelle der Partei im Auftrag des Parteivorsitzenden. Außerdem war er für die Organisation sämtlicher Veranstaltungen und für die Öffentlichkeitsarbeit der Partei zuständig. Indes empfand er den demokratischen Aufbau der Partei als belastend. In seinen Augen war ein Führer mit diktatorischen Befugnissen notwendig. Mit dieser Einstellung legte Hitler sich mit der gesamten Führung der DAP an, vor allem mit Drexler und Harrer.
Im Übrigen verbrachte er seine Zeit mit Kundgebungen und Versammlungen jeglicher Art, die langsam aber stetig immer mehr Münchner Publikum anlockten. Somit kam auch Geld in die Kassen der Partei (Mitgliedsbeiträge, Spenden und Eintrittsgeld).
Für den 24. Februar 1920 setzte Hitler gegen Bedenken von Drexler die erste „Massenversammlung“ der DAP unter dem Motto „Was uns Not tut!“ an. Veranstaltungsort war der Festsaal des Hofbräuhauses am Platzl. Am besagten Abend erschienen dann 2000 Menschen. Hitler verkündete das 25-Punkte-Programm der neuen Partei, das wesentlich durch Gottfried Feder mitbestimmt war.
An diesem Abend wurde auch die Umbenennung in NSDAP bekanntgegeben. Die Eintragung der NSDAP in das Vereinsregister war bereits am 20. Februar 1920 vollzogen worden. Die Partei war von 1933 bis 1945 die einzig zugelassene Partei in Deutschland und wurde schließlich von den Alliierten verboten. Auch das heutige Deutschland und Österreich verbieten die Partei bzw. eine Neugründung.